# Jumelage entre Évreux et Russelsheim
 (mars 2025).
Le jumelage entre Évreux et Russelsheim a pour origine la réconciliation franco-allemande dans le cadre de la construction européenne commencée en 1949 et finalisée en 1963.

## Origine
La France et Allemagne, après la guerre de Trente Ans entre 1618 et 1648, se combattent pendant trois guerres très meurtrières, la guerre franco-allemande de 1870, la première Guerre mondiale, et la seconde Guerre mondiale de 1939 à 1945, qui a pour cadre particulier l'horreur du nazisme. Sous pression des Américains et face à la menace de l'URSS alors triomphante en Europe centrale et orientale, la France et l’Allemagne de l'Ouest se réconcilient.

## Contexte local
De manière plus locale, ce sont les travailleurs du STO (Service du travail obligatoire ) ayant travaillé de force à l'usine Opel de Russelsheim qui constituent les pionniers de ce rapprochement pacifique de jumelage. Ce jumelage est mis en œuvre par Walter Kobel, maire de Russelheim et Armand Mandle, maire d’Évreux, et devient effectif à partir d'octobre 1961.

## Hommage
- Il existe une rue de Reisslmeim dans le quartier de la Madelaine à Évreux.
- Il est mis en place à la base 105 de l'armée de terre française d’Évreux un escadron franco-allemand dans le cadre de l’armée européenne eurocorps[7].